# Pierrot Delienne
Pierrot Delienne (* 13. Dezember 1954) ist ein haitianischer Jurist und Politiker. Er war vom 23. März 2016 bis 13. März 2017 Außenminister seines Landes.

## Leben
Delienne besuchte von 1974 bis 1978 die Université d’Etat d’Haïti (UEH) in Port-au-Prince und erlangte einen Abschluss in öffentlicher Verwaltung mit Schwerpunkt internationale Organisationen und auswärtige Beziehungen. Er schloss Studien des betrieblichen Finanzwesens am École de Commerce Julien Craan in Port-au-Prince bis zum Jahr 1980 an (Diplom). Von 1982 bis 1983 erlangte er einen Master in Business Administration an der Université du Québec, Kanada. Anschließend widmete er sich an der UEH dem Studium der Rechte, das er 1991 abschloss. Im Jahr 2006 belegte er an die Universität Genf parallel zu seiner diplomatischen Tätigkeit an der wirtschafts- und sozialwissenschaftlichen Fakultät ein Promotionsstudium, das er erfolgreich abschloss.
Seit 1991 verfügt Delienne über die Zulassung als Anwalt. Er gehört der Kanzlei Suplan-Sanon als Sozius an.
Von Juli 1991 an war er bis Januar 1992 Berater für Marketingfragen im Tourismusministerium Haitis. Aus dieser Funktion heraus wurde er Generaldirektor des Nationalen Tourismusbüros Haitis (Office National du Tourisme Haïti). Er hatte diese Position bis November 1994 inne.
Von 1995 bis 2006 war er im Rang eines Vizedekans Programmkoordinator für Kurzstudiengänge im Rektorat der Université Quisqueya, Port-au-Prince. Er nahm parallel weitere öffentliche Ämter wahr. So fungierte er von März bis November 2004 als Mitglied im persönlichen Beraterstab des Justizminister und von 2004 bis 2006 als Mitglied der Untersuchungskommission über die Veruntreuung von Geldern aus der Staatskasse.
Im April 2006 wurde Delienne im Rang eine Gesandten-Botschaftsrats an die haitianische Vertretung bei den Vereinten Nationen in Genf entsandt, wo er für die Welthandelsorganisation zuständig wurde.
Im Kabinett von Enex Jean-Charles wurde Delienne während der Übergangspräsidentschaft von Jocelerme Privert am 23. März 2016 Minister für Auswärtige Angelegenheit und Kulte. Im Juni 2016 setzte er sich öffentlich für eine Unterstützung der Organisation Amerikanischer Staaten (OAS) bei der Lösung schwerwiegender politischer Probleme in Haiti ein. Der positiv aufgenommene Appell führte auch zu einer Unterstützung der CARICOM mit dem Ziel der Durchführung ordnungsmäßiger und fairer Wahlen im Land. Er blieb bis zum 13. März 2017 im Amt und wurde in der neuen Regierung unter Präsident Jovenel Moïse von Antonio Rodrigue abgelöst.